# Río de Mena
Río de Mena es una entidad de población española, hoy día despoblada, del municipio de Valle de Mena, perteneciente a la provincia de Burgos, en la comunidad autónoma de Castilla y León.

## Historia
Hacia mediados del siglo XIX, el lugar, ya por entonces perteneciente al municipio de Valle de Mena, tenía contabilizada una población de 36 habitantes. Aparece descrito en el decimotercer volumen del Diccionario geográfico-estadístico-histórico de España y sus posesiones de Ultramar de Pascual Madoz con las siguientes palabras:

RIO DE MENA: l. en la prov., aud. terr. y c. g. de Búrgos (20 leg.), part. jud. de Villarcayo (7), dióc. de Santander y ayunt. del Valle de Mena. Está bastante bien sit.; su clima es benigno, aunque húmedo en el invierno; reinan todos los vientos, y las enfermedades mas comunes son constipados, catarros y pulmonías. Tiene 14 casas y una igl. parr. (San Miguel Arcángel) servida por un cura de presentacion del conde de Noblejas. El terreno es de mediana calidad: los caminos son locales, y la correspondencia se recibe de la cab. del part. prod.: trigo, maiz, patatas, alubias, hortalizas y frutas; cria ganados, y alguna caza. pobl.: 8 vec., 36 alm. cap. prod.: 31,400 rs. imp.: 1,465. contr.: con el ayunt.
(Madoz, 1849, p. 204)

En 2023, la entidad singular de población de Río de Mena tenía empadronados 0 habitantes.